# Ла Фаџ (Висконсин)
Ла Фаџ (енгл. La Farge) град је у америчкој савезној држави Висконсин.

## Демографија
По попису из 2010. године број становника је 746, што је 29 (-3,7%) становника мање него 2000. године.
| Група             | 2000.       | 2010.       |
| Белци             | 754 (97,3%) | 723 (96,9%) |
| Афроамериканци    | 1 (0,1%)    | 2 (0,3%)    |
| Азијати           | 0 (0,0%)    | 1 (0,1%)    |
| Хиспаноамериканци | 5 (0,6%)    | 3 (0,4%)    |
| Укупно            | 775         | 746         |